# Pante Labu
Pante Labu is een bestuurslaag in het regentschap Aceh Timur van de provincie Atjeh, Indonesië. Pante Labu telt 1075 inwoners (volkstelling 2010).